# Anthaxia semicuprea
Anthaxia semicuprea es una especie de escarabajo del género Anthaxia, familia Buprestidae. Fue descrita científicamente por Küster en 1852.

## Distribución
Habita en el Neártico, Neotrópico, región indomalaya, Paleártico y región afrotropical.